# Občina Dobrepolje
Občina Dobrepolje [dobrépolje] je ena od občin v Republiki Sloveniji, ustanovljena leta 1994 na – in poimenovana po – kraškem polju Dobrepolje na Dolenjskem. Središče občine je v največjem naselju Videm, saj naselja z imenom Dobrepolje ni. Drugo največje naselje v občini je Kompolje. 
Najvišja točka občine so Stene svete Ane (963 m).

## Naselja v občini
Bruhanja vas, Cesta, Četež pri Strugah, Hočevje, Kolenča vas, Kompolje, Lipa, Mala vas, Paka, Podgora, Podgorica, Podpeč, Podtabor, Ponikve, Potiskavec, Predstruge, Pri Cerkvi - Struge, Rapljevo, Tisovec, Tržič, Videm, Vodice, Zagorica, Zdenska vas

## Zgodovinski razvoj občine Dobrepolje
Glede na prvi uradni seznam občin po letu 1849, ki je bil izdan leta 1856/1857 in ki popisuje občine, ki so leta 1854 obstajale na Kranjskem, občina Dobrepolje ni obstajala, pač pa je v kraju Velike Lašče obstajala občina Videm.[2]
Glede na imenik krajev vojvodine Kranjske, Laibach – Ljubljana 1874 je občina Videm po zmanjšanju števila občin obstala. Upravni kraj Velike Lašče je bil razpuščen, prek tega pa je občina Videm spadla pod upravni kraj Kočevje ter pod sodni kraj Velike Lašče.[4]
Leta 1921 je bilo na območju današnje Slovenije 1073 občin. Naša občina, ki se je takrat še imenovala Videm in je bila še ločena od občin Struge, Kompolje in Podgora, je spadala pod Ljubljansko oblast ter pod politični okraj Kočevje. Občina Videm je imela takrat 1.671 prebivalcev (več prebivalcev so v tem kraju imele le še občine: Dolenja Vas, Kočevje, Loški Potok, Ribnica in Sodražica.
Volitve v občinske odbore so v novi državi potekale konec aprila in v začetku maja 1921.[11] Volilo se je na podlagi Uredbe o volitvah v občinska zastopstva v Sloveniji iz leta 1920 in 1921. Na podlagi tega se je v letu 1922 sprejel zakon o volitvi v občinska zastopstva. Občinski odbor je sestavljalo toliko članov, kolikor jih je bilo določeno glede na prebivalstvo občine. Glede na to, da je občina Videm imela 1.671 prebivalcev (torej »manj kot 2.000), je imela občina 17 odbornikov.[12]
Z uveljavitvijo kraljeve diktature januarja 1929 je bila upravna oblast povsem zaupana ministrom in kralju, ki je v sebi združil zakonodajno in izvršilno oblast, a »občina pa je ostala edina samoupravna enota«[13]. Oblasti so bile razpuščene, občinske uprave so bile postavljene na novo. Po novem so se morali vsi občinski uradniki zaobljubiti pred sreskim (okrajnim) načelnikom. Zdaj se je uprava izvrševala po banovinah, srezih (krajih) in občinah. Občina Videm je spadala pod Dravsko banovino, ki je imela sedež v Ljubljani. Ban je nadziral tudi samoupravo, saj so bile banovine v tistem času hkrati upravne in samoupravne enote.[14] Poseben pojav tistega časa so t. i. zdravstvene občine ter t. i. šolske občine. V občini Videm ni bilo posebne zdravstvene občine za to področje, saj ni bilo dovolj denarja za izgradnjo posebnih zdravstvenih ustanov v prav vsakem kraju oz. občini (uzakonjeno 1930).[15] V srezu Kočevje so bile združene zdravstvene občine (tj. občine, ki so imele zdravstveno službo organizirano skupaj) Fara pri Kostelu, Kočevje, Ribnica, Sodražica in Velike Lašče. Od teh je bila občini Videm najbližja združena zdravstvena občina, občina Velike Lašče. Za vpogled v šolsko dogajanje v Dobrepolju bo zadoščalo branje Šolskih kronik, ki se jih najde pod signaturo PE: SI_ZAL_GRO/0058/001 Šolske kronike: Osnovna šola 1. slovenske partizanske udarne brigade (SPUB) Tone Tomšič Dobrepolje (1875-1969).
V letu 1933 je bil sprejet Zakon o občinah, ki je podrobneje definiral delo in ureditev občin.[16] Leta 1931 iz popisa prebivalstva z dne 31. 3. izvemo, da je v srezu Kočevje še naprej obstajala občina Videm s 1.598 prebivalci. V letu 1933 je prišlo na področju teritorialne organiziranosti občin do velikih sprememb.[17] V tem letu so se obstoječe občine združile v nove in večje občine. Po letu 1933 se občina Videm, občina Kompolje, občina Struge in občina Podgora združijo v novo občino Videm-Dobrepolje, ki je še naprej spadala pod Kočevski srez.[18] Leta 1939 je imela nova občina 4.211 prebivalcev, merila pa je 97,98 km2.[19]
Med drugo svetovno vojno je nastal kaos. Občina Videm-Dobrepolje je spadala pod Dolenjsko, ki je bila močno razklana. Po vojni, ko so komunisti uspeli povezati oblast, so bili sprejeti tudi novi zakoni in nova Ustava (Zakon o upravni razdelitvi federalne Slovenije). Po tej ureditvi je bila Slovenija razdeljena na 5 okrožij, hkrati pa občine niso več obstajale v obliki, kot so obstajale prej. Temeljna instanca oblasti so predstavljali KLO (krajevni ljudski odbori).[20] V okraju Grosuplje so bili v matičnem okolišu Videm – Dobrepolje na območju LRS decembra 1946 4 krajevni ljudski odbori (KLO), leta 1948 pa že 5.[21] Občine so ponovno uvedli leta 1952 z Zakonom o razdelitvi Ljudske republike Slovenije na mesta, okraje in občine, s katerim je bil ponovno uveden pojem in institucija občine kot lokalne teritorialne enote.[22] Občina Videm-Dobrepolje je še vedno spadalo pod kraj Kočevje, ki je imel leta 1952 - 12 občin in 34.165 prebivalcev (občina Videm-Dobrepolje od tega 4.027). Krajev je bilo 19, vseh občin v Sloveniji pa 386.
V letih 1955 do 1960 je prenehalo z delovanjem več kot 40 občin, med drugimi tudi Dobrepolje iz kraja Kočevje, ki je bil prav tako ukinjen v tem času. [23] S to zakonodajo občina Videm-Dobrepolje začasno preneha obstajati in se priključi občini Grosuplje. V tem obdobju razvoja komunalnega sistema, so se stalno povečevale zakonske pristojnosti občine.[24] V začetku šestdesetih let se je na tem področju spet spremenila zakonodaja. V tem času so bili v Sloveniji štirje kraji (Celje, Koper, Ljubljana, Maribor) ter 62 občin.[25] Nekdanja občina Videm-Dobrepolje je bila v tem času še vedno del občine Grosuplje (kraj Ljubljana), ki je bila v letu 1963 velika 421 km2 in imela 22.594 prebivalcev. V letu 1965 so prenehali obstajati kraji – tako sta obstajali kot družbeno-politični skupnosti v SR Sloveniji le še občine in republika. Do leta 1994 je bilo nato opravljenih relativno malo sprememb.[26] V tem času je Videm-Dobrepolje obstajal kot Krajevna skupnost znotraj občine Grosuplje.
Pred osamosvojitvijo slovenska družba ni imela formalne lokalne samouprave, pač pa je imela 62 komun, ki so bile izpostave države in bi v današnjih terminih ustrezali današnjim upravnim enotam. Medtem ko sta pred osamosvojitvijo za gospodarstvo in komunalo občine skrbela izvršni svet in samoupravne interesne skupnosti, pa je po osamosvojitvi gospodarstvo postalo samostojno, odgovornost za gospodarstvo občine pa je prešla povsem na izvršni svet občine.[27] Z osamosvojitvijo se je namreč začel pomemben projekt reorganizacije državne uprave, ki okvirno traja še danes (iskanje možnosti druge stopnje lokalne samouprave, tj. pokrajinske organizacije). Z Zakonom o lokalni samoupravi (1993) je prejšnji enotirni upravni sistem zamenjal dvotirni (občina in državna uprava).[28] Nastanek občin je bil dokaj nekompleksen (zakonodaja 1993, oktobra 1994 pa občine že začnejo z delom), medtem ko je bil politični prenos oblasti iz bivših občin/komun na upravne enote dokaj težaven in zamuden. To se pozna v pozno sprejetem Zakonu o državni upravi (šele 2002), s katerim se že zaključuje proces prenosa oblasti (tranzicije). Medtem ko naloge upravne enote opredeljuje Zakon o državni upravi (ZDU-1), pa lokalno samoupravo in s tem naloge občine ureja Zakon o lokalni samoupravi (ZLS, specifično 3. poglavje zakona oz. 20. – 27. člen).[29] Upravna enota je zgolj izpostava državne uprave in skrbi za izvajanje zakonov, medtem ko je občina element lokalne samouprave, kar pomeni, da predstavlja instanco skrbi za svoje občane. Kot taka skrbi za dostop občanov do kvalitetne pitne vode, ureditev odvajanja in čiščenja odpadnih voda, urejenost cestišč ter vseh ostalih kvalitet, ki bi koristile njeni specifični lokalni skupnosti (od organizacije kulturnih prireditev, gradnje družbenih objektov, razvoj turizma itd.).
S spremembo zakonodaje je leta 1993 prišlo do transformacije komun v občine. 3. oktobra 1994 je komuna Grosuplje postala občina. Bivša komuna Grosuplje se je 1. januarja 1995 razdelila na 3 dele: današnje občine Grosuplje, Ivančna Gorica in Dobrepolje, ki je do danes torej svoja lastna občina. Te občine so še danes močno povezane – vse tri danes spadajo v statistično osrednjeslovensko regijo, poleg tega pa v isti sestavi pripadajo upravni enoti Grosuplje.

## Statistični podatki o občini Dobrepolje
1869: Vse bolj kot se pomikamo proti sodobnosti, več podatkov imamo na voljo. V letu 1869 je imel okraj Velike Lašče (kamor je spadala takratna občina Videm) 9.842 prebivalcev. Okraj je imel spočetka 8 občin, po letu 1854 pa je število naraslo na 11 (povprečno število prebivalcev na občino je bilo 1.230.[30]
1921: V letu 1921 je bilo na območju sedanje Slovenije 1073 občin – občina Videm je po novem spadla pod okraj Kočevje (okraj Velike Lašče je bil ukinjen), ki je imel tedaj 40.394 prebivalcev, od tega jih je imela občina Videm 1.671, občina Struge 893, občina Kompolje 507, občina Podgora pa 989 (te štiri občine so se kasneje združile v občino Videm-Dobrepolje).[31]
1931: Po podatkih popisa prebivalstva z dne 31. 3. 1931 je imel okraj oz. srez Kočevje 37.954 prebivalcev, od tega je imela občina Videm 1.598, občina Struge 965, občina Kompolje 570 in občina Podgora 1.078 prebivalcev.[32] Te štiri občine so se, kot rečeno zgoraj, leta 1933 združile v novonastalo občino Videm-Dobrepolje.
1939: 1. julija 1939 je nastal Splošni pregled Dravske banovine, zahvaljujoč kateremu imamo naslednje podatke: v okraju Kočevje, ki je imel površino 1064,67 km2 ter 38.528 prebivalcev, je imela občina Videm-Dobrepolje 97,98 km2 ter 4.211 prebivalcev.[33]
1952: Po drugi svetovni vojni je občina Videm-Dobrepolje prenehala obstajati in se ponovno vzpostavila v letu 1952 pod okrajem Kočevje, ki je takrat imel 12 občin in 34.165 prebivalcev. Od tega jih je občina Videm-Dobrepolje imela 4.027 prebivalcev.[34]
1955: S komasacijo občin se občina Videm-Dobrepolje priključi občini Grosuplje, ki jo sedaj iščemo v okraju Ljubljana (23 občin, 278.300 prebivalcev). Občina Grosuplje, ki je leta 1952 imela 4.110 prebivalcev, jih ima leta 1955 7.600 (sem spadajo tudi prebivalci novopriključene občine Videm-Dobrepolje).[35]
1960 in 1964: V desetletju po 1955 se je občini Grosuplje priključila še občina Ivančna Gorica, ki je imela v letu 1955 11.600 prebivalcev. Tako je dokaj logično, da ima občina Grosuplje v letih 1960-1964 22.594 prebivalcev.[36]
1974: V tem letu so bile vzpostavljene Krajevne skupnosti kot eden izmed temeljev socialističnega samoupravljanja. Občina Grosuplje jih je imela 23: Videm-Dobrepolje je imel svojo Krajevno skupnost ter Pri Cerkvi – Struge je imela svojo.
1994: S sprejetjem zakona 3. oktobra 1994 je nastalo 147 občin, od tega tudi občina Dobrepolje.[37] 31. 3. 1993 je imela takrat še združena občina Grosuplje 421 km2 in 28.910 prebivalcev. 1. 1. 1996 (tj. po razdružitvi občine Grosuplje na občino Grosuplje, Ivančna Gorica in Dobrepolje) je občina Dobrepolje merila 118 km2 in imela 3.542 prebivalcev. 30. 9. 1997 je občina Dobrepolje še vedno merila 118 km2, imela je 27 naselij ter 3.506 prebivalcev.[38]
2008-2021: Leta 2008 je občina Dobrepolje merila 103 km2 (toliko meri še danes). V njej je tega leta prebivalo 3.705 prebivalcev (od tega 1.886 moških in 1.819 žensk), leta 2021 pa že 3.882 (od tega 2.052 moških in 1.830 žensk). Delež mladih (0 do 14 let) je od leta 2008 do 2021 ostajal skoraj enak (15,7 in 15,4%), delež prebivalcev starih 15 do 64 let se je s 66,5% (2008) spustil na 64,8%, delež starejših od 65 let pa se je povečal (s 17,8 na 19,8%). Naravni prirast je bil v letih med 2008 in 2021 stalno negativen (variira med 0 in -33). Povprečna starost v letu 2008 je bila 40,3, v letu 2021 pa že 43,4 (indeks staranja je stalno nad 100 in variira med 113,1 v letu 2008 in 129,0 v letu 2021). V letu 2008 je občina imela 2 vrtca in 4 šole, v letu 2020 pa samo 1 vrtec in 3 šole.[39]

## Prebivalstvo
Ob popisu leta 2001 je bila slovenščina materni jezik 3396 (95,8 %) občanom, srbohrvaščina pa 21 (0,6 %) osebam. Neznano je za 69 (1,9)% oseb. 2868 ali 80,9 % je rimokatoličanov.

## Galerija
- Dobrepoljska dolina
- Videm, v ozadju Podpeč
- Podpeška jama
- Idila v Zdenski vasi
- Bajer pri Vidmu